# Пьевебовильяна
Пьевебовильяна (итал. Pievebovigliana) — коммуна в Италии, располагается в регионе Марке, в провинции Мачерата.
Население составляет 880 человек (2008 г.), плотность населения составляет 33 чел./км². Занимает площадь 27 км². Почтовый индекс — 62035. Телефонный код — 0737.
Покровителями коммуны почитаются святитель Николай Мирликийский и святой Макарий, празднование 2 мая.

## Демография
Динамика населения:

## Администрация коммуны
- Официальный сайт: http://www.pievebovigliana.sinp.net